# Franz Gerber (Politiker)
Franz Gerber (* 17. August 1902 in Bremen; † 22. Februar 1985) war ein deutscher Politiker (SPD) und Mitglied der Bremischen Bürgerschaft.

## Biografie
Gerber erlernte den Beruf eines Zimmermanns. Er war verheiratet.
Gerber war Mitglied der SPD.
Im Oktober 1952 wurde er als Nachrücker für den ausgeschiedenen Abgeordneten Christian Geis (SPD) Mitglied der Bremischen Bürgerschaft.  Er war 14 Jahre Abgeordneter in der 3. bis 5. Wahlperiode bis 1963 sowie in der 6. Wahlperiode ab 30. Oktober 1964 bis Oktober 1967 Nachrücker für Georg Ficke. Er war dort in verschiedenen Deputationen tätig. 